# Christa Öckl
Christa Öckl (Aussig, 30 de septiembre de 1943) es una deportista alemana que compitió para la RFA en tiro con arco, en la modalidad de arco recurvo.
Ganó una medalla de bronce en el Campeonato Europeo de Tiro con Arco al Aire Libre de 1988, en la prueba de equipo. Participó en los Juegos Olímpicos de Seúl 1988, ocupando el sexto lugar en la prueba de equipo.

## Palmarés internacional
| Campeonato Europeo al Aire Libre | Campeonato Europeo al Aire Libre | Campeonato Europeo al Aire Libre | Campeonato Europeo al Aire Libre |
| Año                              | Lugar                            | Medalla                          | Prueba                           |
| -------------------------------- | -------------------------------- | -------------------------------- | -------------------------------- |
| 1988                             | Luxemburgo (Luxemburgo)          | Medalla de bronce                | Equipo                           |